# Semiothisa drepanata
Semiothisa drepanata là một loài bướm đêm trong họ Geometridae.